# Hemimeris
Hemimeris es un género con 28 especies de plantas de flores perteneciente a la familia Scrophulariaceae. 

## Especies seleccionadas
- Hemimeris acutifolia
- Hemimeris alsinoides
- Hemimeris caulialata
- Hemimeris centrodes
- Hemimeris coccinea
- Hemimeris diffusa

- Datos: Q1956221
- Especies: Hemimeris